# 広島市立亀山中学校
広島市立亀山中学校（ひろしましりつかめやまちゅうがっこう）は、広島県広島市安佐北区亀山南三丁目にある公立中学校。

## 概要
1974年（昭和49年）に、虹山団地の造成と共に可部中学校より分離開校し創立。主体的に学び、健康で心豊かな生徒の育成をテーマに運営している。PTAによる商店街パトロールなど地域貢献にも力を入れる。

## 沿革
- 1974年（昭和49年）4月9日 - 開校式（可部中学校体育館を式場として）[2]
- 1974年（昭和49年）4月10日 - 広島市立可部中学校より分離開校（可部中学校北校舎を仮校舎とする）

## 校区
- 広島市立亀山小学校の校区[3]
  - 可部町大字綾ケ谷（可部学区分を除く）、可部町大字大毛寺（亀山南学区分を除く）、可部町大字勝木（可部学区分を除く）、可部六丁目（33番1号、33番38号〜45‐6号、33番46号〜37番7号、37番14号〜37番31号、38番8号〜43番、44番（9号〜14号を除く）、56番）、亀山二丁目（亀山南学区分を除く）、亀山三丁目〜亀山九丁目、亀山西一丁目、亀山西二丁目
- 広島市立亀山南小学校の校区
  - 可部町大字大毛寺、可部町大字虹山、可部町大字今井田、亀山一丁目、亀山二丁目（7番9号〜38号、10〜13番、15番8号〜36号、16〜31番）、亀山南一丁目〜亀山南五丁目

## 著名な卒業生
- ヒイラギシンジ（漫画原作者）
- 平尾順平（社会起業家）
- 梅林優貴（プロ野球選手）

## アクセス
- 可部線（JR西日本）あき亀山駅より徒歩8分